# Броненосцы типа «Конкерор»
Броненосные тараны типа «Конкэрор» (англ. Conqueror class turret rams) — серия британских броненосцев периода 1870-х — 1880-х годов. Явились развитием проекта броненосного тарана «Руперт» и явились последней попыткой британского флота создать сравнительно малоразмерный, быстроходный и маневренный корабль, предназначенный прежде всего для нанесения таранного удара; хотя как броненосные тараны часто классифицируются и броненосцы типа «Виктория», последние по своему водоизмещению и официальной классификации относились к полноразмерным броненосцам I ранга. Такое назначение обусловило и конструктивные особенности броненосцев типа «Конкэрор» со сконцентрированной в лобовом секторе мощью артиллерии и развитым торпедным вооружением для прикрытия кормового сектора.
Строительство броненосцев типа «Конкэрор» велось невысокими темпами и в общей сложности постройка двух кораблей серии, заложенных с пятилетним разрывом, заняла восемь лет. Из-за своей недостаточной мореходности броненосцы типа «Конкэрор» считались на флоте крайне неудачными кораблями, что усугубилось разочарованием военных в таранной тактике боя. Большую часть своей службы корабли провели в роли тендеров артиллерийских школ, за исключением ежегодных выходов в море на манёвры с 1888 по 1894 годы. В 1902 и 1905 годах «Конкерор» и «Хиро» были выведены из состава флота; первый из них был продан на слом в 1907 году, а второй в том же году был переоборудован в корабль-цель и в этом качестве потоплен в 1908 году.

## Представители
| Название             | Верфь            | Закладка       | Спуск на воду   | Вступление в строй | Судьба                   |
| -------------------- | ---------------- | -------------- | --------------- | ------------------ | ------------------------ |
| «Конкерор» Conqueror | Chatham Dockyard | 28 апреля 1879 | 8 сентября 1881 | март 1886          | продан на слом в 1907    |
| «Хиро» Hero          | Chatham Dockyard | 11 апреля 1884 | 27 октября 1885 | май 1888           | потоплен как цель в 1908 |